# Dale (Troms)
Dale est une localité du comté de Troms, en Norvège.

## Géographie
Administrativement, Dale fait partie de la kommune de Harstad.